# Національна партія (Японія)
Національна партія (яп. 国民党) — японська політична партія що була створена після закінчення другої світової війни. Цю політичну партію вважали центристської, а її політика зосереджувалася на японській освіті.

## Історія
«Національна партія» була створена в липні 1946 року як «Товариство нової політики» (япон. «Shinseikai») шляхом злиття японського «клубу Shinkō», деяких незалежних депутатів парламенту Японії і деяких членів парламенту від японської політичної партії «Підготовчого комітету Демократичної партії Японії» , яка згодом була розпущена. Спочатку до «Товариство нової політики» входило 40 депутатів парламенту Японії, двоє з яких були серед восьми депутатів, які проголосували проти нової післявоєнної конституції Японії. У серпні 1946 року «Товариство нової політики» вела переговори з «Кооперативно-демократичною партією» про злиття, і після того, як ці переговори провалились, партія була перейменована в «Національну партію».
До вересня 1946 року «Національна партія» скоротилася до 33 депутатів парламенту Японії. У березні 1947 року «Національна партія» зробила ще одну спробу злитися з «Кооперативно-демократичною партією», яка цього разу була успішною, в результаті чого була створена «Національна кооперативна партія».